# Operacja północnotaurydzka
Operacja północnotaurydzka – działania wojenne białej Armii Rosyjskiej gen. Piotra Wrangla przeciwko Frontowi Południowemu Armii Czerwonej prowadzone w dniach 6 czerwca – 27 października 1920 r. Ich celem było powiększenie terytorium kontrolowanego przez wojska Wrangla, by zwiększyć szanse przetrwania, wyżywienia i wzmocnienia Armii Rosyjskiej. Wykorzystując osłabienie czerwonego Frontu Południowego z racji przerzucenia części sił na wojnę z Polską, biali odnieśli pewne sukcesy, zajmując część obszaru Taurydy Północnej z Melitopolem i Mariupolem. W ostatecznym jednak rozrachunku zostali zmuszeni do wycofania się na powrót na Krym, gdyż po zakończeniu wojny polsko-bolszewickiej, 28 października czerwoni przeszli do kontrofensywy.

## Tło wydarzeń
W toku kolejnych faz operacji północnokaukaskiej w lutym-marcu 1920 r. Armia Czerwona wyparła białe Siły Zbrojne Południa Rosji z Kaukazu Północnego i Kubania. W końcu marca 35 tys. białych żołnierzy na czele z dowódcą Sił Zbrojnych Południa Rosji gen. Antonem Denikinem na brytyjskich okrętach ewakuowała się z Noworosyjska na wciąż kontrolowany przez białych Krym. 4 kwietnia 1920 r. nowym dowódcą Sił Zbrojnych Południa Rosji został gen. Piotr Wrangel, który zreorganizował je i 11 maja 1920 r. przemianował na Armię Rosyjską.
Zdając sobie sprawę z ogromnej przewagi czerwonych w wojnie domowej, Wrangel mimo wszystko postanowił jeszcze w kwietniu 1920 r. podjąć działania zaczepne, wykorzystując zaangażowanie Armii Czerwonej w wojnę z Polską i fakt, że w związku z nim Front Południowy Armii Czerwonej został osłabiony. Do walki z Polską skierowano m.in. 1 Armię Konną, pozostawiając w składzie Frontu 6 i 13 Armię oraz 2 Armię Konną. Wrangel przeprowadził na Krymie mobilizację mężczyzn z roczników 1900 i 1901; w ten sposób na początku czerwca 1920 r. miał pod swoimi rozkazami ok. 40 tys. żołnierzy.

## Przebieg operacji

### Ofensywa białych
Plan Wrangla zakładał wyjście z Krymu i opanowanie obszaru Taurydy Północnej, co ułatwiłoby wyżywienie białej armii i umocniłoby jej pozycje obronne. 6 czerwca 1920 r. 2 korpus armijny pod dowództwem gen. Jakowa Słaszczowa wylądował pod Kiriłłowką na brzegu Morza Azowskiego, na tyłach czerwonej 13 Armii. Równocześnie 1 korpus armijny dowodzony przez gen. Aleksandra Kutiepowa związał główne siły przeciwnika, przekraczając Przesmyk Perekopski, zaś korpus gen. Piotra Pisariewa, złożony głównie z Kozaków kubańskich, zaatakował czerwonych z kierunku Czongaru. Białym udało się osiągnąć efekt zaskoczenia i zmusić 13 Armię do odwrotu. W ciągu kolejnych kilku dni oddziały gen. Pisariewa zdobyły Melitopol, zaś 1 korpus armijny dotarł do Aleksandrowska i zagroził Jekatierinosławiowi. Biali wzięli do niewoli 8 tys. jeńców, zdobyli 30 dział i dwa pociągi pancerne. Dowódca Armii Rosyjskiej zdecydował się jednak nie kontynuować dalszego marszu na północ, wiedząc, że 13 Armia nie została rozbita, a jego własne oddziały są nadal zbyt słabe. Wrangel miał nadzieję na dalszą rozbudowę swoich wojsk na zdobytym terytorium, dwa razy większym niż to, które kontrolowali biali na południu Rosji w momencie ewakuacji na Krym.
Pod koniec czerwca dowództwo 13 Armii skierowało przeciwko 1 korpusowi korpus kawalerii pod dowództwem Dmitrija Żłoby, stawiając przed nim zadanie odcięcia sił białych uczestniczących w operacji od Krymu. Bardzo złe dowodzenie Żłoby pozwoliło białym na odniesienie zdecydowanego zwycięstwa; w rejonie Wierchniego Tokmaku oraz niemieckich osad Lindenau i Heidelberg siły Żłoby zostały całkowicie rozbite. W lipcu 1920 r. Wrangel zdecydował się jedynie skierować dwa niewielkie oddziały na północne wybrzeże Morza Azowskiego. Pierwsza, 1000-osobowa grupa wylądowała na wschód od Mariupola i na krótko zajęła stanicę Nikołajewską, zanim została rozbita przez czerwonych. Druga, 800-osobowa pod dowództwem pułkownika Nazarowa, zdołała pozyskać dalszych 700 ochotników i przez kilka tygodni prowadziła przeciwko bolszewikom działania partyzanckie, ostatecznie jednak ponosząc klęskę. Tymczasem 7 sierpnia 1920 r. jednostki 13 Armii, dowodzonej przez Roberta Ejdemana, przeprawiły się przez Dniepr w rejonie wsi Bolsza Kachowka (ob. miasto Kachowka), by stworzyć przyczółek na lewym brzegu rzeki, powstrzymać spodziewane dalsze działania ofensywne białych, a następnie zmusić ich do odejścia na Krym.
Po zwycięstwie wojsk polskich w bitwie warszawskiej i odwrocie Armii Czerwonej z Polski sytuacja na Froncie Południowym całkowicie zmieniła się na niekorzyść białych. Rozbicie sił białych w północnej Taurydzie i na Krymie stało się jednym z głównych, obok zawarcia traktatu pokojowego z Polską, celów bolszewickiego rządu. 19 sierpnia 1920 r. bolszewickie Politbiuro wskazało front walki z Wranglem za główne zagrożenie. Tymczasem jeszcze w pierwszej połowie września 2 korpus armijny Słaszczowa zdołał przemieścić się wzdłuż północnego wybrzeża Morza Azowskiego i 15 września zdobył Mariupol.

27 września dowódcą Frontu Południowego został mianowany Michaił Frunze, który polecił również 1 Armii Konnej Siemiona Budionnego dołączyć do sił Frontu. Przybycia Budionnego na lewy brzeg Dniepru spodziewano się w połowie października 1920 r. Bolszewicy zdołali ponadto ponownie porozumieć się z Nestorem Machną. W tej sytuacji Wrangel nakazał podjęcie próby likwidacji przyczółka kachowskiego, zanim 1 Armia Konna włączy się do walk. Postanowił nie wycofywać się i nie przechodzić do obrony na samym tylko Krymie, by jego żołnierze nie zrozumieli, że sytuacja Armii Rosyjskiej była już w gruncie rzeczy beznadziejna i by nie wybuchła wśród nich panika. 6 października grupa wojsk pod dowództwem gen. Daniiła Dracenki przekroczyła Dniepr pod Chortycą i na krótko zajęła Nikopol, jednak pierwszy efekt zaskoczenia został szybko stracony. Błędy popełnione przez Dracenkę w dowodzeniu doprowadziły ostatecznie do jego porażki i wymuszonego odwrotu na lewy brzeg Dniepru 13 października. Następnego dnia klęską białych zakończył się szturm na przyczółek kachowski.

### Kontrofensywa czerwonych

Sytuacja w Północnej Taurydzie i na Krymie po kontrataku czerwonych, przed operacją perekopsko-czongarską

Przewaga czerwonego Frontu Południowego nad siłami Wrangla pod koniec października 1920 r. była ponad trzykrotna. Czerwoni posiadali ponad 133 tys. żołnierzy (99 tys. piechoty i 33 tys. kawalerii), biali - 35 tys. (ponad 23 tys. piechoty i blisko 12 tys. kawalerii). Mieli również zdecydowaną przewagę w liczbie karabinów maszynowych. 28 października 1920 r. jednostki czerwonej 6 Armii pod dowództwem Augusta Korka oraz 1 Armii Konnej pod dowództwem Siemiona Budionnego zaatakowały białych z przyczółka kachowskiego i przerwały linie obronne białych. 29 października 51 dywizja strzelecka dowodzona przez Wasilija Blüchera dotarła do Przesmyku Perekopskiego, uniemożliwiając białym odwrót na Krym tą drogą. 30 października jednostki 1 Armii Konnej opanowały stanicę Salkowo, co oznaczało, iż również przejście przez Czongar stało się dla żołnierzy Wrangla niemożliwe. W pierwszych dniach listopada korpus konny gen. Iwana Barbowicza przeprowadził udany kontratak przeciwko 1 Armii Konnej, wyrzucając ją z Salkowa i Rożdiestwienskiego, dzięki czemu biali zdołali odejść na Krym. 3 listopada czerwoni ponownie zajęli Salkowo i Czongar, ale zostali odrzuceni od samego Krymu. Na innych odcinkach frontu czerwoni nie odnieśli jednak podobnie szybkich sukcesów. Marsz 2 Armii Konnej pod dowództwem Filippa Mironowa został powstrzymany przez kawalerię Kozaków dońskich. Podobnie 13 Armia, idąca od wschodu, natrafiła na poważniejszy opór 1 korpusu Kutiepowa w rejonie Melitopola. W rezultacie czerwonym nie udało się całkowicie rozbić zgrupowania białych ani otoczyć go w Taurydzie Północnej.  
Wobec faktu, iż już pod koniec października w Północnej Taurydzie zaczęły się ostre mrozy, czerwoni nie mogli odkładać dalszych działań. 7 listopada rozpoczął się szturm umocnień Krymu: operacja perekopsko-czongarska.